# Nunatak Arctowski
Arctowski Nunatak (65° 06′ S, 60° 00′ O) está a 2 milhas do nunatak (3.2 km) a noroeste do Nunatak Hertha no grupo Nunataks Foca, fora da costa leste da Península Antártica. Planejada pela Expedição Antártica Sueca sob Nordenskjold durante uma jornada de trenó em 1902, e nomeada por ele como Henryk Arctowski, geólogo polonês, oceanógrafo, e meteorologista da Expedição Antártica Belga, 1897-99.
 Este artigo incorpora material em domínio público  de United States Geological Survey   , documento "Nunatak Arctowski" (conteúdo do Geographic Names Information System).